# Фавини, Фермо
Фермо Фавини (итал. Fermo Favini; 2 февраля 1936 — 23 апреля 2019) — итальянский футболист, полузащитник, также — футбольный функционер, известный работой в клубе «Аталанта».

## Клубная карьера
Фермо — воспитанник клуба «Меда». В 1953 году он дебютировал за основной состав клуба и спустя год игры привлек внимание клуба посолиднее. Фавини стал игроком клуба «Комо». Всего за три года пребывания в клубе он сыграл в 57 матчах и забил 5 голов. Еще три года игрок провел в «Брешии», сыграл в чемпионате 99 матчей и забил 15 голов. В следующем клубе, «Аталанте», Фавини дебютировал в Серии А. После двух лет в «Аталанте» он вернулся в «Брешию» и завершил карьеру, перейдя в «Реджану».